# Callionymus annulatus
Callionymus annulatus es una especie de peces de la familia Callionymidae en el orden de los Perciformes.

## Distribución geográfica
Se encuentra desde Indonesia hasta el Estrecho de Torres.